# Страчунский, Леонид Соломонович
Леонид Соломонович Страчунский (28 июня 1952, Мстиславль, Белорусская ССР — 7 июня 2005, Москва, Россия) — врач, преподаватель Смоленского медицинского института, профессор, доктор медицинских наук, член-корреспондент РАМН.

## Биография
Леонид Соломонович Страчунский родился 28 июня 1952 года в городе Мстиславль Могилёвской области Белорусской ССР. Окончил педиатрический факультет Смоленского государственного медицинского института в 1976 году, затем клиническую ординатуру по педиатрии. С 1979 года работал на кафедре госпитальной педиатрии. В 1982 году защитил кандидатскую диссертацию. В 1987 году благодаря его усилиям в Смоленском медицинском институте была создана кафедра клинической фармакологии, которую он возглавлял с момента её создания до самой своей смерти. В том же году Страчунский стал инициатором открытия в Смоленской областной больнице лаборатории клинической фармакокинетики.
В 1997 году Страчунский стал основателем и первым президентом Межрегиональной ассоциации по клинической микробиологии и антимикробной химиотерапии. В 1999 году назначен директором НИИ антимикробной химиотерапии, в 2000 году — начальником Научно-методического центра Министерства здравоохранения Российской Федерации по мониторингу антибиотикорезистентности. Усилиями Страчунского был создан первый в России Центр дистанционного образования по антимикробной терапии.
Автор более чем 430 научных публикаций, 9 из которых — монографии. Под его руководством защищены 4 докторские и 35 кандидатских диссертаций.
7 июня 2005 убит в Москве в номере гостиницы «Славянка» на Суворовской площади. Неустановленный преступник (вероятно, также постоялец гостиницы) убил Страчунского ударом тяжёлого предмета по голове, а затем скрылся, похитив ноутбук и два мобильных телефона, принадлежавших академику.
Похоронен на кладбище в посёлке Тихвинка в черте Смоленска.
Доктор медицинских наук (1993), профессор (1994), член-корреспондент РАМН по специальности «антибиотики» (2004). Член Фармакологического государственного комитета Министерства здравоохранения РФ, Комиссии по антибиотической политике Министерства здравоохранения РФ, Европейского совета Европейского общества по клинической микробиологии и инфекционным заболеваниям, правления Федерации Европейских обществ по химиотерапии. Эксперт Всемирной организации здравоохранения. Входил в редакционные коллегии нескольких научных журналов.